# كمال أباد (غرغان)
كمال أباد (بالفارسية: کمال‌آباد) هي قرية تقع في غلستان في إيران. يقدر عدد سكانها بـ 247 نسمة .